# Fundació Sa Nostra
La Fundació Sa Nostra es una fundación española con sede en la ciudad de Palma de Mallorca. Su actividad consiste en el mantenimiento y difusión del patrimonio y la obra social y cultural de la entidad. La fundación es la sucesora de la antigua Caja de Ahorros y Monte de Piedad de las Baleares, una caja de ahorros cuyo nombre comercial era "Sa Nostra" (en castellano, 'La nuestra') y que fue fundada en 1882. Tenía su sede en Palma de Mallorca y concentraba la mayoría de su actividad en las Islas Baleares.
En 2010, segregó su negocio bancario en favor del SIP Banco Mare Nostrum (BMN), formado junto a Caja Murcia, Caixa Penedès y Caja Granada.
El 2 de diciembre de 2014, la Asamblea General de Sa Nostra aprobó la transformación de la entidad en una fundación ordinaria, de acuerdo con la Ley de Cajas de Ahorros y Fundaciones Bancarias.
La fundación poseía parte del accionariado de Banco Mare Nostrum (a 31 de diciembre de 2016, un 2,01%). Tras la fusión por absorción de Banco Mare Nostrum por Bankia en 2018, los accionistas de Banco Mare Nostrum (entre ellos, Fundació Caixa de Balears) pasaron a convertirse en accionistas de Bankia. En concreto, la fundación pasaría a tener un 0,132% de Bankia. Tras la fusión por absorción de Bankia por CaixaBank en 2021, la fundación pasaría a convertirse en accionista de CaixaBank.

## Historia
La entidad fue fundada el 18 de marzo de 1882. En 2009, tenía 14.564 millones de euros en activos así como 1.680 empleados. Ese mismo año, obtuvo 33,7 millones de euros de beneficio neto.

### Banco Mare Nostrum (BMN)
En 2010, segregó su negocio bancario (plantilla, cartera de clientes y red de oficinas) en favor del SIP Banco Mare Nostrum (BMN), formado junto a Caja Murcia, Caixa Penedès y Caja Granada, por lo que abandonó su actividad financiera y su existencia se limitó al mantenimiento de la obra social de la entidad. Sa Nostra era inicialmente accionista de Banco Mare Nostrum (BMN) con un 13% de participación.
La marca "Sa Nostra" (sustituida posteriormente por la marca BMN-Sa Nostra) fue utilizada por Banco Mare Nostrum (BMN) para rotular sus oficinas en las Islas Baleares y Canarias a modo de reseña histórica.
Dado que en marzo de 2013 el FROB inyectó 730 millones en Banco Mare Nostrum (BMN) a causa a sus dificultades financieras, el organismo gubernamental adquirió el 75,86% de las acciones del banco. Por ello, el porcentaje de participación y decisión de las cajas de ahorros que fundaron el banco se vio notablemente mermado. En junio de 2013, tras la conversión de participaciones preferentes en acciones, otras empresas entraron en el accionariado de BMN y las cajas fundadoras vieron nuevamente reducida su participación en el banco.
Tras la integración tecnológica de Banco Mare Nostrum (BMN) en Bankia en marzo de 2018, todas las oficinas de Banco Mare Nostrum (BMN) pasaron a operar con la imagen de Bankia.

### Transformación en fundación
El 2 de diciembre de 2014, la Asamblea General de Sa Nostra aprobó la transformación de la entidad en una fundación ordinaria, de acuerdo con la Ley de Cajas de Ahorros y Fundaciones Bancarias.
El 22 de enero de 2015 se constituyó el Patronato de la fundación.